# Gyula Berecz
Gyula Lajos Ede Berecz (n. 20 octombrie 1894, Komárno, Comitatul Komárom, Austro-Ungaria – d. 7 octombrie 1951, Budapesta, Republica Populară Ungară) a fost un sculptor maghiar.

## Biografie
Era fiul funcționarului județean Alajos Berecz din Törökszentmiklós și al Franciskăi Girch din Tata.
A urmat școala primară în orașul natal și liceul industrial din Győr, iar în 1923 a absolvit cursurile de sculptură și de prelucrare a metalelor de la Școala Națională Regală Maghiară de Arte și Meserii din Budapesta. Profesorul său a fost Pál Pátzay. După absolvirea școlii s-a întors în orașul natal, care aparținea acum noului stat Cehoslovacia. El a creat adesea, până în 1927, busturi la Budapesta. În 1926 a obținut din partea Asociației Jókai o bursă pentru o călătorie de studii de patru luni, ocazie cu care a vizitat, printre altele, Roma și Florența. În 1940 i s-a comandat să realizeze statuile din ghips ale lui Gergely Czuczor, Árpád Feszty, Rudolf Gyulai, János Hetényi, Mari Jászaii, Mór Jókai, Miklós Konkoly-Thege, István Kultsár, Ferenc Ribáry, Dávid Baróti Szabó, József Szinnyei, Dénes Pázmándy tatăl, Kálmán Ghyczy, Sándor Takáts și Kálmán Thaly.
Până în 1948 a locuit la Komárno, apoi s-a repatriat în Ungaria și a locuit la marginea Budapestei. A fost căsătorit.

## Lucrări (selecție)

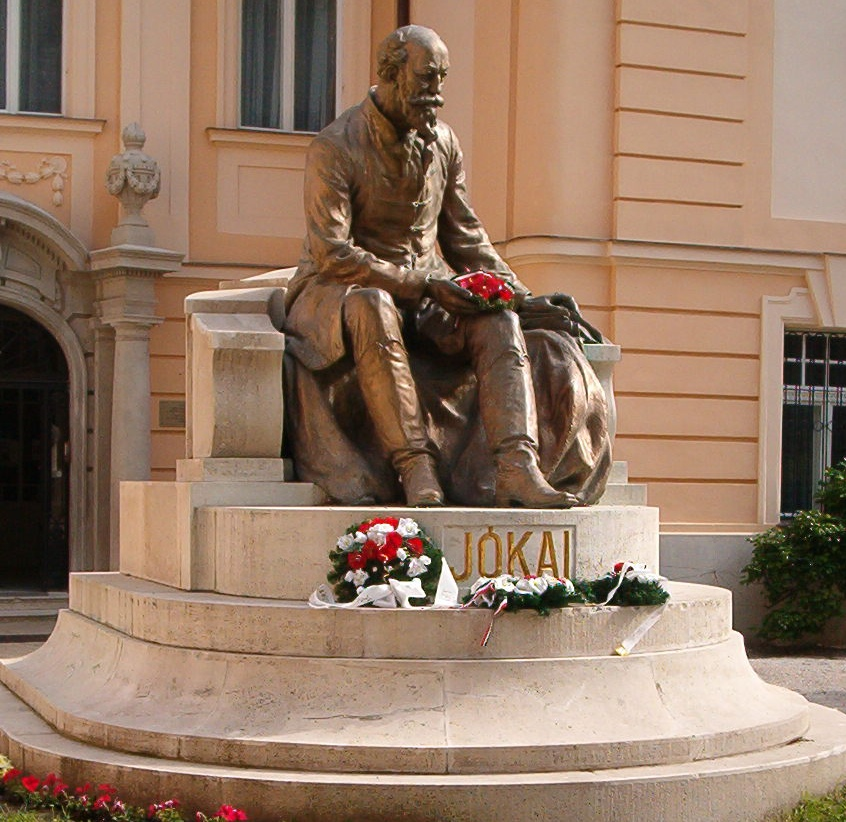
Statuia lui Mór Jókai din Komárno

- monumentul Bătăliei din Érsekújvár (1935)[7]
- statuia lui Jókai, în fața clădirii principale a Muzeului Dunării din Komárno (1937)[4]
- Patimile lui Isus, Bazilica Sf. Andrei din Komárno
- placa memorială de pe fațada clădirii principale a Ordinului Sf. Benedict din  Komárno
- bustul lui János Thain din Érsekújvár
- mai multe monumente ale eroilor de război în localitățile: Barsfűz, Kameničná, Komárno, Megyer, Zemianska Olča (1929), Tešedíkovo, Dvory nad Žitavou etc.[4]

## Imagini

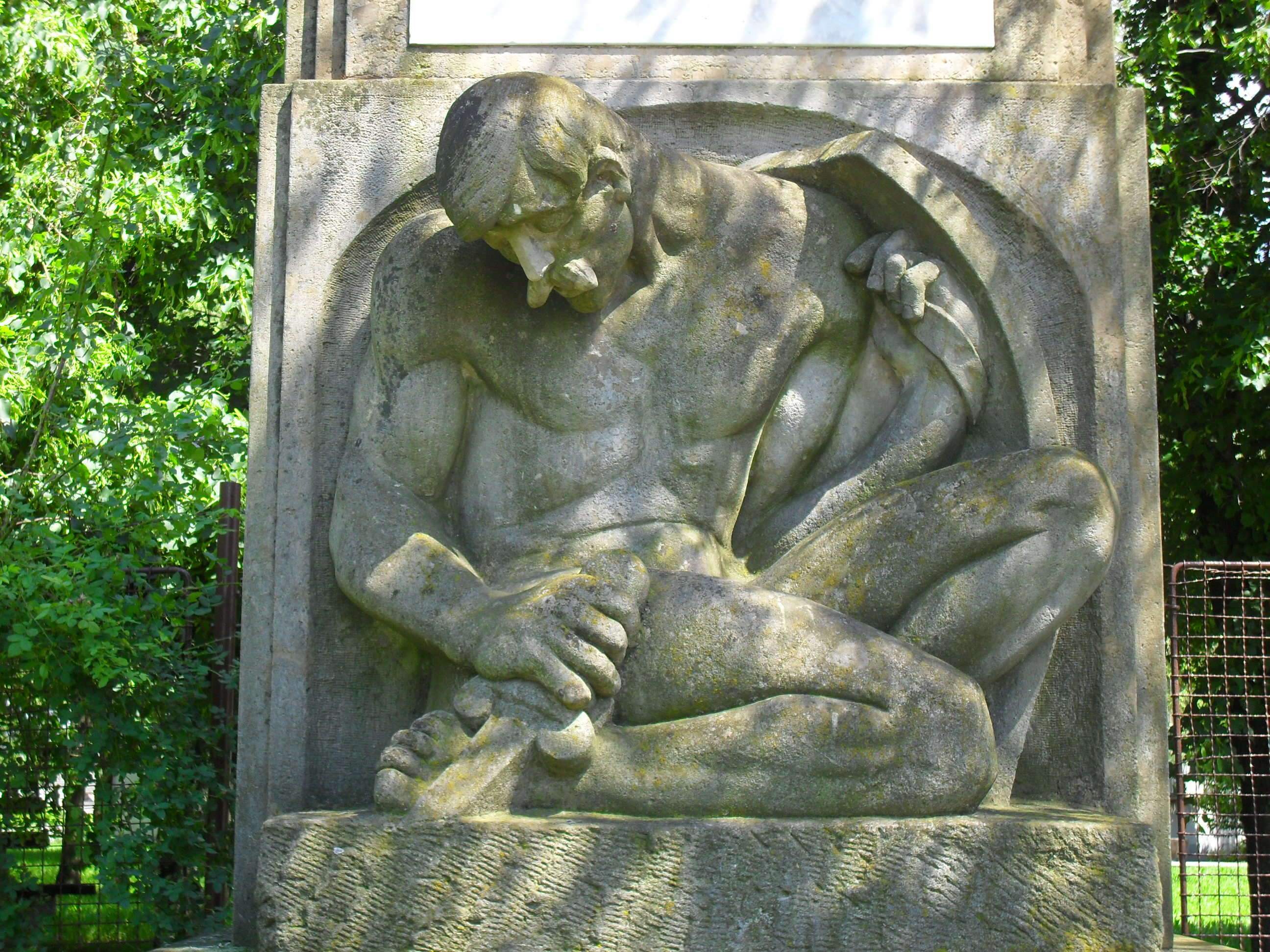
Monument al militarilor căzuți
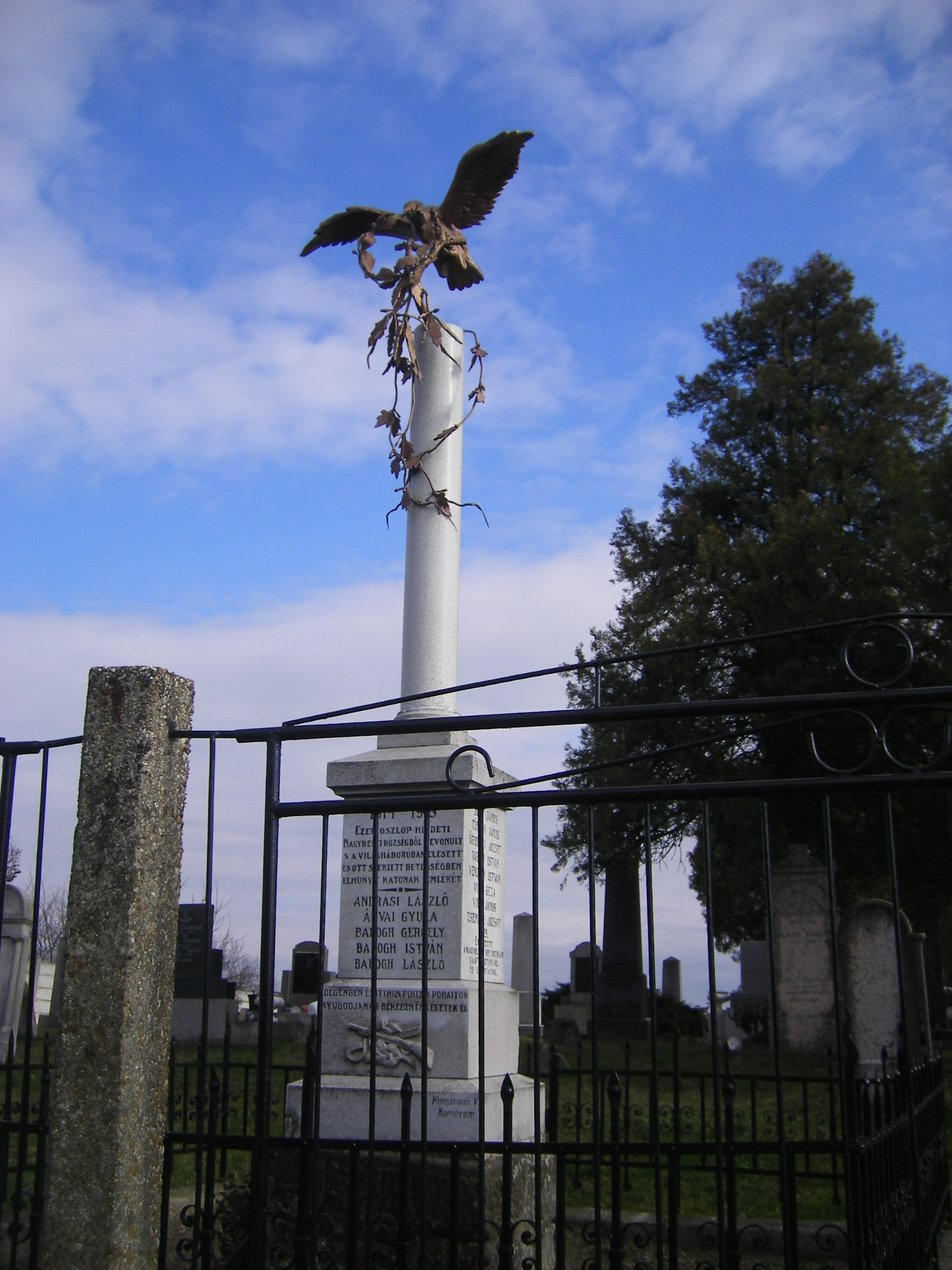
Monument al militarilor căzuți

## Legături externe
- A (cseh)szlovákiai magyarok lexikona Csehszlovákia megalakulásától napjainkig
- Biografie în limba maghiară